# Avenue du XXe Corps
L'Avenue du XXe Corps est une voie de la commune de Nancy, dans le département de Meurthe-et-Moselle, en région Lorraine.

## Situation et accès
L'avenue du XXe Corps est placée au sein du quartier Rives de Meurthe. Elle est rectiligne, d'une longueur d'environ 1 500 mètres et orientée de l'Ouest vers l'Est.
Elle va de la porte Saint-Georges à l'Ouest jusqu'au pont d'Essey, à la limite de Saint-Max, à l'Est.
L'avenue du XXe Corps était desservie par la ligne T1 du réseau Stan, via, d'Ouest en Est, par les stations Division de Fer, Saint-Georges et Cristalleries.

## Origine du nom
Elle porte le nom de l’héroïque XXe Corps de l'armée française créé en 1898 dont le Quartier Général est au Palais du Gouvernement à Nancy. La 11e Division dite Division de Fer en fait partie et sauve Nancy en s'illustrant dans la bataille du Grand-Couronné en août-septembre 1914.

## Historique
L'ancienne route de Château-Salins, construite en 1613, reste longtemps l'unique voie du faubourg Est de la ville de Nancy. Souvent inondée par les crues de la Meurthe et de ses bras morts, on construit de nombreux petits ponts à présent disparus. Le seul souvenir qu'il en reste est la rue du pont Cézard. 
À présent, elle traverse successivement trois ponts : d'abord dans sa partie Ouest le pont au dessus du canal de la Marne au Rhin, ensuite le pont Gustave Nordon sur le Bras vert qui est un canal de dérivation de la Meurthe et enfin à sa limite Est le grand pont d'Essey, reliant Nancy à Saint-Max, construit en 1749 sur l'ancien bac de la Meurthe.
Elle a pour nom rue du Faubourg Saint-Georges jusqu'à sa nouvelle dénomination en 1922.

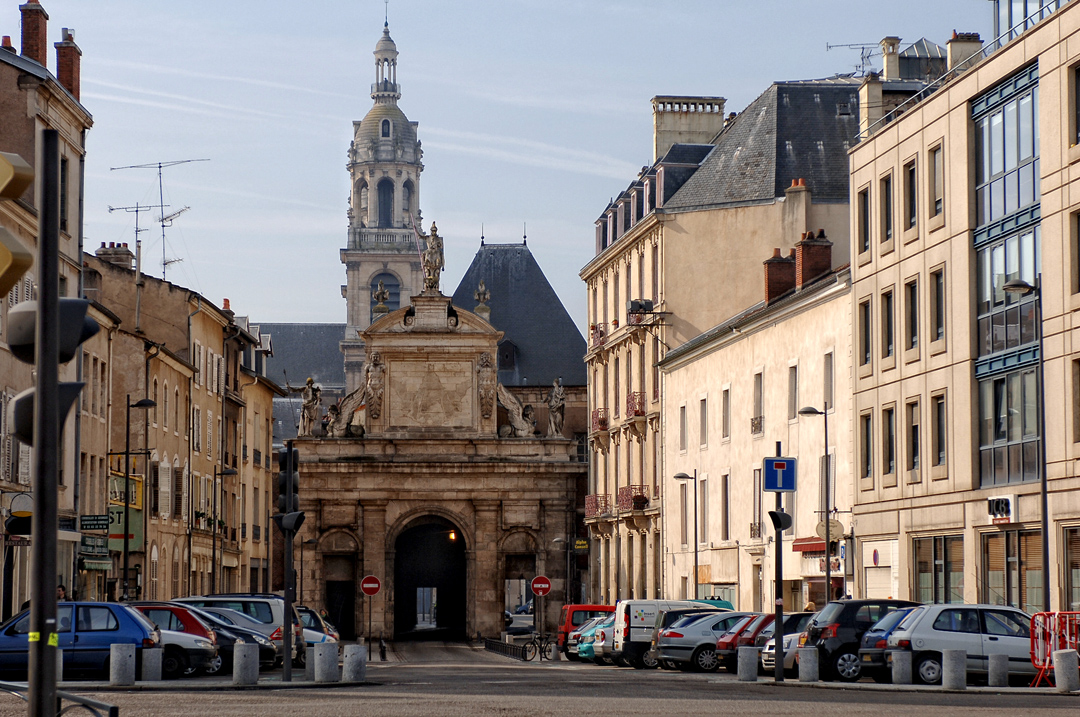
Avenue du XXe Corps vers la Porte Saint-Georges
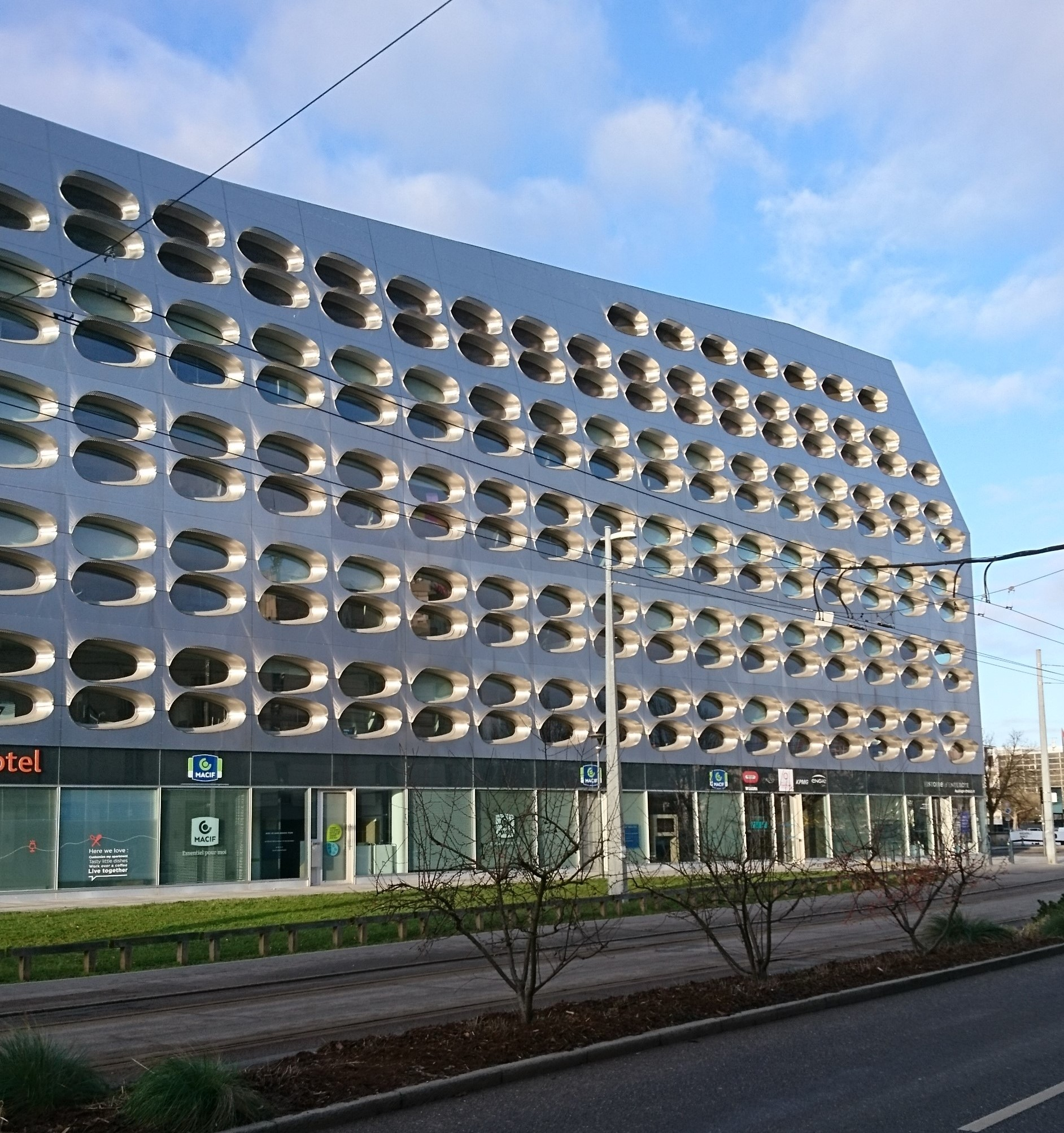
Bâtiment Quai-Ouest au no 35
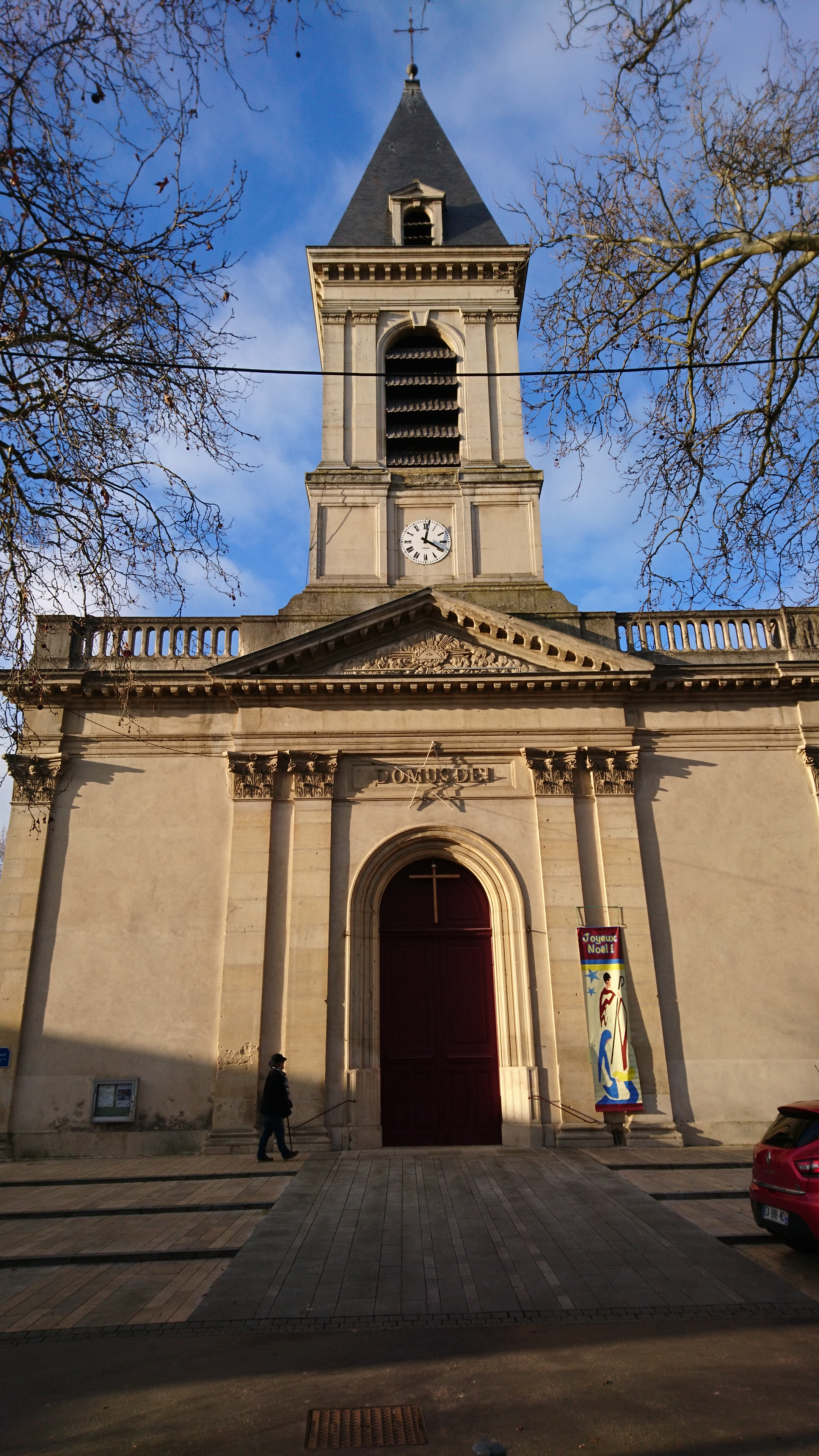
Église St-Georges
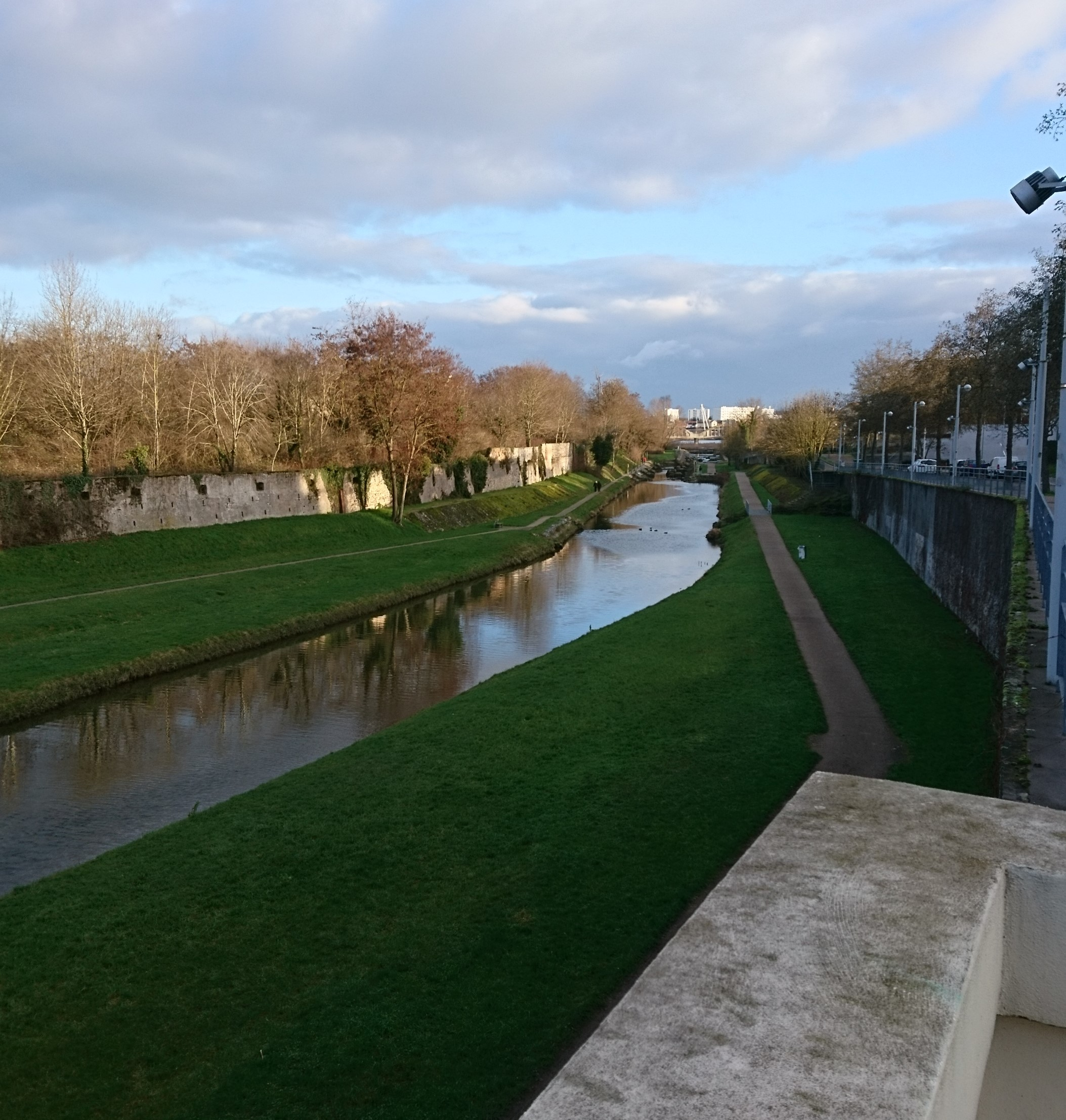
Bras vert depuis le pont Nordon
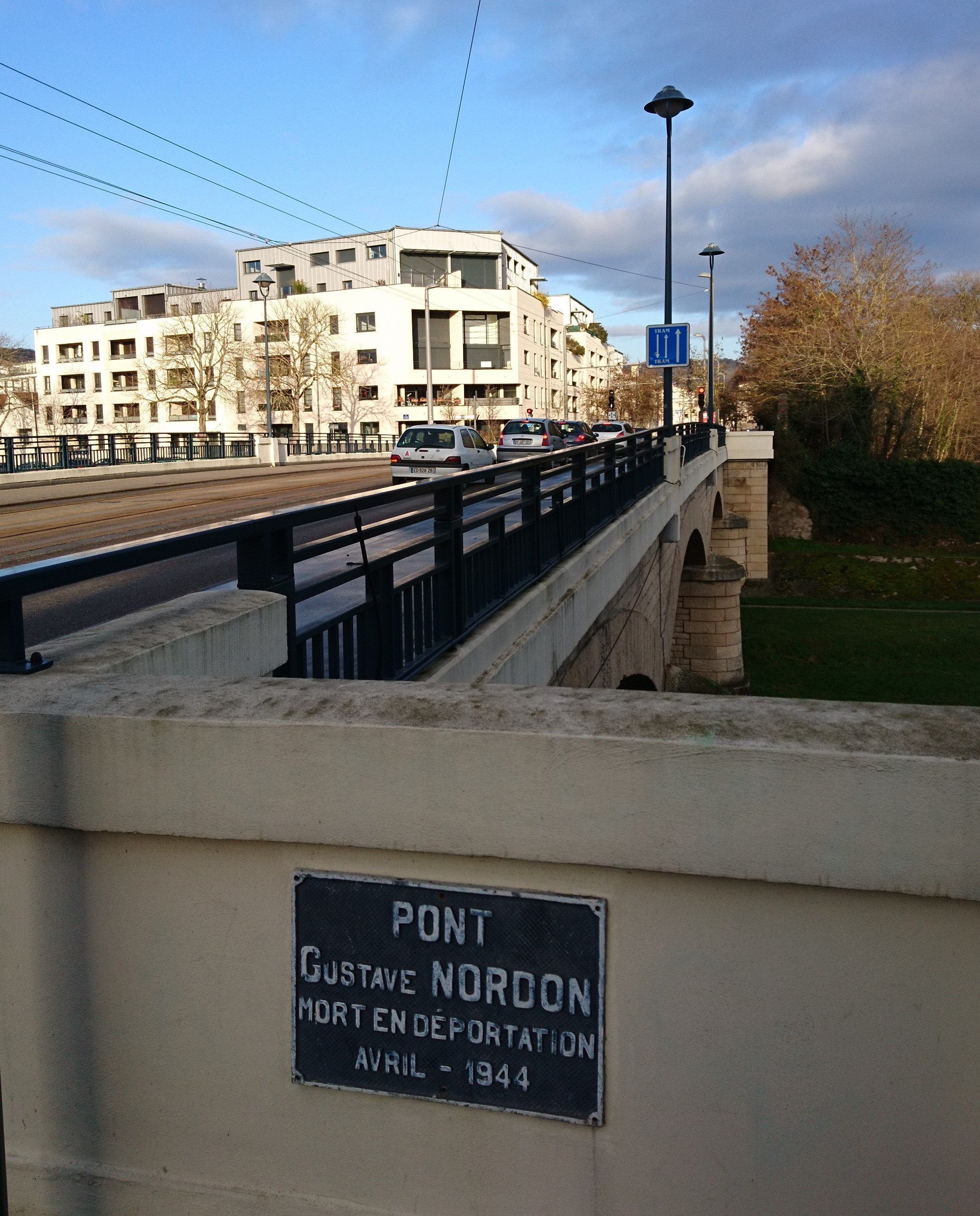
Pont Gustave Nordon

## Bâtiments remarquables et lieux de mémoire
- Porte Saint-Georges, à l'extrémité Ouest, classée aux monuments historiques par arrêté du 31 août 1883[3].
- no 35: Bâtiment Quai-Ouest construit en 2015 avec ses façades en inox et des paupières sur les fenêtres[4]. CE bâtiment est parfois surnommé la râpe à fromage[5].
- Église Saint-Georges située au croisement de l'avenue du XXe Corps et de la rue du Pont Cézard. Par délibération du conseil municipal de Nancy du 11 juillet 1952, le parvis de l'église prend le nom de place André Cajelot, un résistant nancéien arrêté le 14 juin 1941 et fusillé le 21 février 1942[6].
- Pont Gustave Nordon, au-dessus du «Bras vert» dénommé  en souvenir de sa mort en déportation en 1944.
- no 78 : Maison alsacienne Fruhinsholz inscrite aux monuments historiques par arrêté du 29 juin 1993[7].
- Derrière la Maison alsacienne Fruhinsholz se trouve le site industriel de Fives Nordon, un, des seuls établissements industriels encore en activité à Nancy, spécialisé dans la tuyauterie industrielle de haute technicité[8].

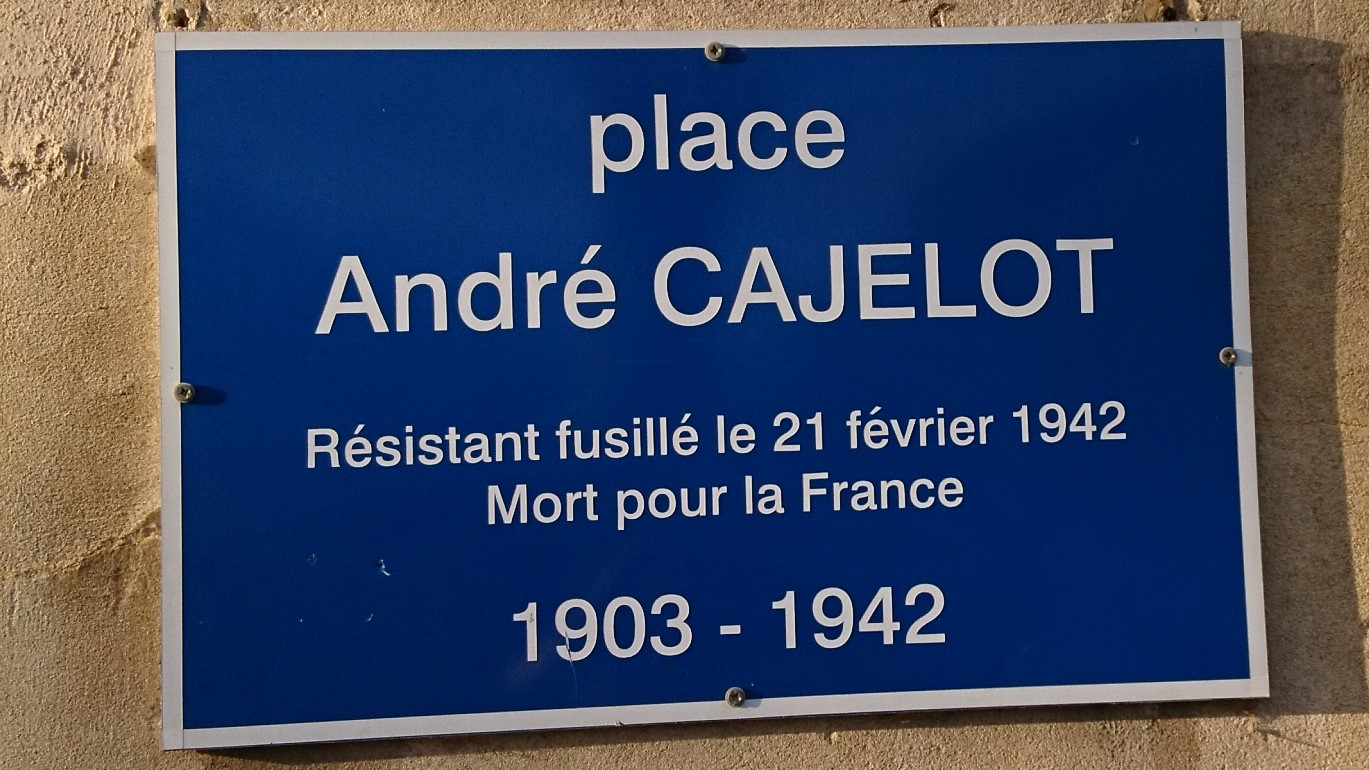
Place André Cajelot (plaque)
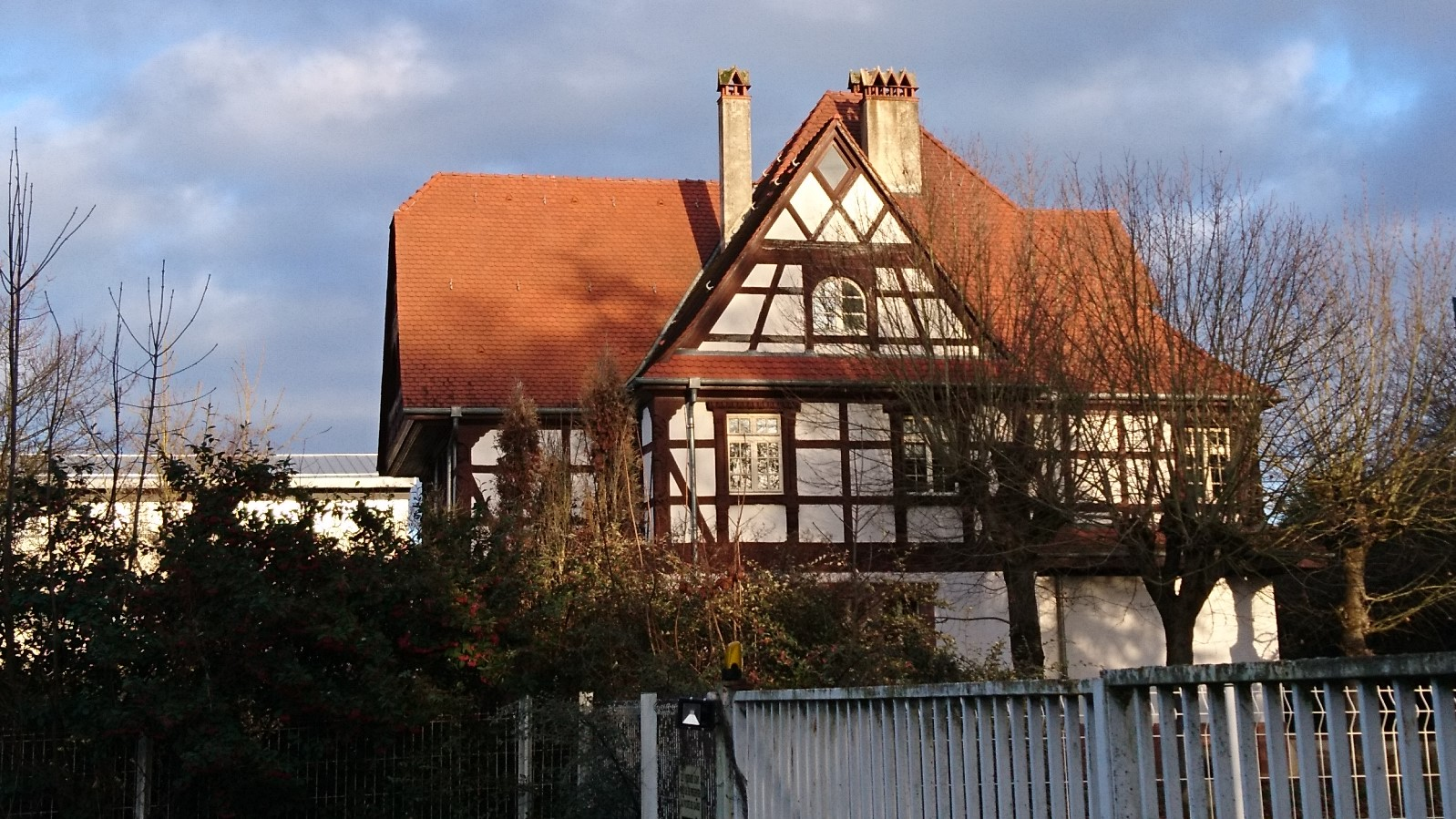
Maison alsacienne Fruhinsholz
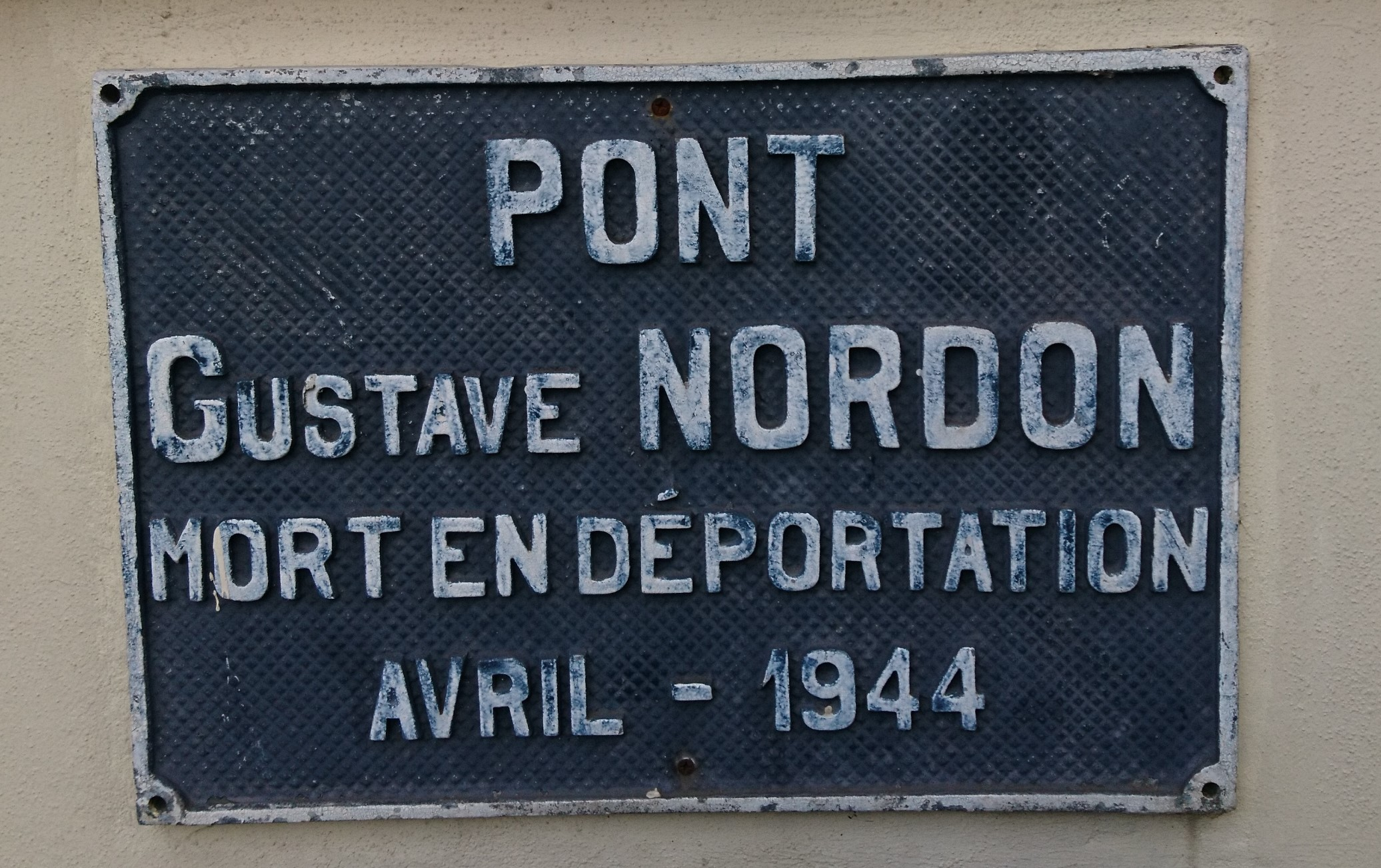
Pont Gustave Nordo (plaque)